# Dichonia pallida
Dichonia pallida là một loài bướm đêm trong họ Noctuidae.